# Yuan Shu-Chi
Yuan Shu-Chi (n. 9 noiembrie 1984, 埔里鎮⁠(d), 南投縣⁠(d), Taiwan) este o arcașă ce a reprezentat Taipeiul Chinez, medaliată olimpică. A participat la 2 ediții ale Jocurilor Olimpice (2004, 2008) în care a câștigat o medalie de bronz.